# Drizzona
Drizzona (La Drisùna in dialetto cremonese) è una frazione di 563 abitanti del comune di Piadena Drizzona in provincia di Cremona, in Lombardia.

## Storia

Vecchio stemma comunale

Dal 1º gennaio 2019, a seguito del referendum popolare consultivo del 24 giugno 2018, si è fuso con il comune di Piadena per dare vita al nuovo comune di Piadena Drizzona.

### Simboli
Lo stemma e il gonfalone di Drizzona erano stati concessi con decreto del presidente della Repubblica del 26 ottobre 1952.
Il gonfalone era un drappo d'azzurro.

## Amministrazione

Gonfalone

## Società

### Evoluzione demografica
Abitanti censiti